# Lucas Melano
Lucas Melano est un footballeur argentin né le 1er mars 1993 à Hernando dans la Province de Córdoba. Il évolue au poste d'attaquant avec le PFK Neftchi.

## Biographie
Lucas Melano participe avec la sélection argentine au championnat sud américain des moins de 20 ans organisé dans son pays natal. Lors de la compétition, il inscrit un but face à la Bolivie.
Avec le CA Lanús, il participe à la Copa Libertadores, à la Copa Sudamericana, et enfin à la Recopa Sudamericana. En championnat, il inscrit un quadruplé  lors d'un match contre Godoy Cruz en mars 2015.
Le 16 juillet 2015, Lucas Melano est transféré aux Timbers de Portland pour un montant de cinq millions de dollars, faisant de lui un joueur désigné.

## Palmarès
Avec le Club Atlético Lanús, il remporte la Copa Sudamericana 2013, en venant à bout de Ponte Preta en finale.